# 格里伯尔希德
格里伯尔希德是德国莱茵兰-普法尔茨州的一个市镇。总面积4.19平方公里，总人口191人，其中男性100人，女性91人（2011年12月31日），人口密度46人/平方公里。